# 長莖歧脊沫蟬
長莖歧脊沫蟬（学名：Jembrana arisanensis）为尖胸沫蟬科歧脊沫蟬屬下的一个种。